# Vital Aza

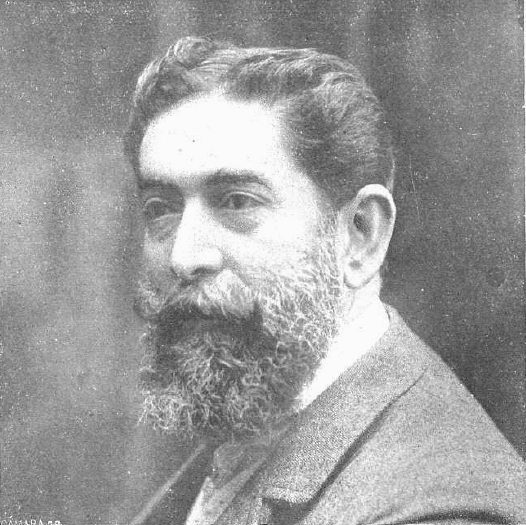
Vital Aza.

Vital Aza Álvarez-Buylla, född den 25 april 1851 i Pola de Lena, Asturien, död den 13 december 1912, var en spansk dramatiker.
Aza, som var läkare till professionen, var medarbetare i nästan alla periodiska litterära tidskrifter och skrev på såväl vers som prosa 63 teaterstycken, utmärkta av fin satir, godmodig humor och stilistisk fulländning. Aza ansågs som sin tids främste representant för género chico. Bland hans arbeten för scenen märks Aprobados y suspensos (1875), El sombrero de copa (1887), El señor gobernador (tillsammans med Miguel Ramos Carrión 1888), El señor cura (1890), La rebotica (1895) och La praviana (1896).